# 李洪之
李 洪之（り こうし、生年不詳 - 484年）は、北魏の官僚。酷吏として知られた。もとの名は文通。本貫は恒農郡。

## 経歴
若くして出家して沙門となり、後に還俗した。太平真君年間、狄道護軍となり、安陽男の爵位を受けた。永昌王拓跋仁の下で南征に従い、寿春で李貴人の姉妹を捕らえた。李貴人と親族のようにつき合い、江南にいる李貴人の兄弟の名の一字をもらって、文通の名を洪之と改めた。李貴人は宮中に入ると、文成帝の寵愛を受け、献文帝を生んだ。456年（太安2年）、李貴人の賜死にあたって、昭太后常氏がその親族について訊ねると、李貴人は洪之のことを兄と呼んだ。李貴人の実兄の李珍之らが都の平城に入ると、洪之は李貴人の思い出を語り合い、李氏の義兄弟となった。献文帝が即位すると、外戚として扱われた。
河内郡太守となり、任城侯に爵位を進め、その威儀は刺史と同等とされた。河内郡はたびたびの反乱に悩んでいたが、洪之が着任すると、防備を厳重にし、反乱者を斬った者に厚い褒賞を与え、農業を勧奨した。反乱は一掃されたが、反乱に加担した者への処断は残酷なものとなった。
後に懐州刺史として出向し、汲郡公に封じられた。平城に召還されて、内都大官に任じられた。河西の羌胡が部落を率いて反乱を起こし、献文帝が親征の軍を発すると、洪之は東郡王陸定国（陸麗の子）とともに諸軍を統帥した。献文帝が并州に入ると、洪之は河西都将として山胡を討つこととなり、石楼の南の白鶏原に塁を築いて対峙した。諸将は進攻を望んだが、洪之は説得工作を優先して、山胡を降伏させた。献文帝に功績を認められて、尚書外都大官に任じられた。
後に使持節・安南将軍・秦益二州刺史として出向した。禁姦の制を設けて、刃物を帯びて通行することを禁止し、罪を強盗と同等と規定した。夜間に騎兵を分遣して要路を監視させ、禁を犯す者がいれば、捕らえて州治に送り、斬刑を宣告した。そのうち誤って殺害した者が百を数えた。また山谷深くに住まう赤葩渇郎の羌の村落を自ら数十騎を率いて訪れ、その悩みを聞き、資本を与えたので、羌族たちに喜ばれた。洪之は少数民族の心をつかむのを得意としたが、民衆への刑罰は厳しかったため、世間には悪名のほうが名高かった。
洪之は官員としての清廉さに欠いており、たびたび賄賂を受け取っていた。484年（太和8年）に孝文帝が初めて禄制を建てると、法の禁制が厳しくなり、洪之は収賄の罪を御史に糾弾され、鎖につながれて平城に連行された。孝文帝臨席の裁きにより、邸での自殺を命じられた。

## 妻子

### 妻
洪之のふたりの妻は互いをねたんでいがみ合い、両宅の母子は仇同士のようであった。
- 張氏（身分が低かったころの洪之を支えたが、後に洪之が劉氏をめとると、関係は疎遠になり、別居した）
- 劉氏（劉芳の従妹。洪之が秦益二州の刺史となると、赴任先に付き従った）

### 子
劉氏に4人の男子があった。
- 李神（長男）

### 女
- 李氏（蕭彦の妻）

## 伝記資料
- 『魏書』巻89 列伝第77
- 『北史』巻87 列伝第75